# Pyramica simoni
Pyramica simoni är en myrart som först beskrevs av Carlo Emery 1895.  Pyramica simoni ingår i släktet Pyramica och familjen myror. Inga underarter finns listade i Catalogue of Life.

## Bildgalleri